# Jacqueline Charles
Jacqueline Charles es una periodista estadounidense y finalista del Premio Pulitzer. Es corresponsal para el Miami Herald.

## Biografía
Nació en la Isla Gran Turca de las Islas Turcas y Caicos. Fue criada como hija única de madre haitiana y padrastro cubano y se mudó a Estados Unidos a los siete años, donde se establecieron en Miami. Comenzó su carrera en periodismo en 1986 como pasante de secundaria en el Miami Herald a los 14 años. Se graduó de Miami Jackson High School, Booker T. Washington Junior High y Dunbar Elementary en Overtown, y en la Escuela de Periodismo y Comunicación de Masas de Universidad de Carolina del Norte en Chapel Hill en 1994.
Antes de asumir su cargo enfocado en temas extranjeros, su cobertura era local, principalmente en las zonas empobrecidas de Miami.

## Premios y honores
Ganó el premio al Periodista del Año de la NABJ por su cobertura del devastador terremoto de Haití de 2010 y fue finalista del Premio Pulitzer de 2011 por esa misma cobertura. Ganó un Emmy regional por su papel como coproductora del documental producido por el Herald, "Nou Bouke" (Estamos hartos) de la Academia de Artes y Ciencias de la Televisión. El periódico Miami New Times la nombró Reportera del Año. También ganó el Premio Paul Hansell 2011, nombrado en honor a un antiguo jefe de la oficina de Florida de Associated Press. En 2018 recibió el premio Maria Moors Cadet por su cobertura del terremoto de 2010 en Haití. En 2023, recibió el Premio a la Excelencia en Reportajes Internacionales del Centro Internacional de Periodismo (ICFJ).